# Wakendorf I
Pour les articles homonymes, voir Wakendorf.
Wakendorf I est une commune allemande du Schleswig-Holstein, située dans l'arrondissement de Segeberg (Kreis Segeberg), à mi-chemin entre les villes de Bad Segeberg et Bad Oldesloe. Wakendorf I est l'une des 27 communes de l'Amt Trave-Land dont le siège est à Bad Segeberg.